# Steriel neutrino
Steriele neutrino's (ook wel inerte neutrino's genoemd) zijn hypothetische elementaire deeltjes (neutrale leptonen - neutrino's) waarvan wordt aangenomen dat ze alleen interageren via de zwaartekracht en niet via een van de andere fundamentele interacties van het standaardmodel. De term steriel neutrino wordt gebruikt om ze te onderscheiden van de bekende, gewone neutrino's in het standaardmodel, die deelnemen aan de zwakke interactie. De term verwijst typisch naar neutrino's met rechtshandige chiraliteit (zie rechtshandige neutrino), die in het standaardmodel kunnen worden ingevoegd. Het steriel neutrino kan ook een vorm zijn van donkere materie.